# Manakin rubis
Machaeropterus regulus
Espèce
Synonymes
- Pipra regulus Hahn, 1819 (protonyme)

Statut de conservation UICN

 LC  : Préoccupation mineure
Le Manakin rubis (Machaeropterus regulus) est une espèce d'oiseaux de la famille des Pipridae.

## Répartition
Cette espèce est endémique du Sud-Est du Brésil.

## Taxinomie
Selon le Congrès ornithologique international, aucune sous-espèce n'est distinguée.